# エドワージエラ属
エドワージエラ属(エドワードシエラ属)はグラム陰性の非芽胞形成通性嫌気性桿菌。腸内細菌科に属し、エドワードジエラ・イクタルリを除き周毛性鞭毛を持ち運動性を示す。腸内細菌科に属し、基準種はエドワードジエラ・タルダ。名称はアメリカの微生物学者フィリップ・エドワーズに因む。GC含量は53から59。
動物の腸内で見られ、日和見感染の原因菌のひとつ。フォーゲスプロスカウエル試験陰性。硫化水素を生産し、トリプトファンからインドールを生産することが出来る。